# Paul Thomas Anderson
Paul Thomas Anderson (* 26. června 1970 Los Angeles, Kalifornie, USA) je americký filmový režisér a scenárista, syn herce Ernieho Andersona. Kariéru zahájil v roce 1988 s mockumentárním filmem The Dirk Diggler Story, pojednávajícím o Dirku Digglerovi. Ten se stal inspirací i pro Andersonův druhý celovečerní film Hříšné noci (1997). Jeho prvním celovečerním snímkem byl Gambler (1996). Několikrát byl nominován na Oscara, a to jak za režii, tak hlavně za scénář. Řadu let chodil se zpěvačkou Fionou Apple. Od roku 2001 je jeho partnerkou herečka Maya Rudolph, s níž má čtyři děti.